# Calofulcinia integra
Calofulcinia integra es una especie de mantis de la familia Iridopterygidae.

## Distribución geográfica
Se encuentra en Nueva Guinea.